# JAPAN ARENA TOUR "SHINee WORLD 2013"
《JAPAN ARENA TOUR "SHINee WORLD 2013"》은 SHINee WORLD III의 일환으로 열린, 대한민국의 보이 그룹 샤이니의 두 번째 일본 콘서트 투어이다.

## 투어 일정 변경
멤버 종현의 부상 회복과 완벽한 공연을 위한 마무리 작업으로 인하여, 6월 1일에 고베를 시작으로 6월 28일, 삿포로에서 마무리짓기로 한 투어 일정을 6월 28일에 사이타마 슈퍼 아레나 스타디움 모드에서 시작해 12월 11일, 나고야에서 마무리짓는 일정으로 변경한 뒤 도쿄에서의 2일간의 공연 일정을 추가했다.

## 투어 일정
| 날짜             | 도시     | 장소                                   | 관객 동원     |
| ---------------- | -------- | -------------------------------------- | ------------- |
| 2013년 6월 28일  | 기옥     | 사이타마 슈퍼 아레나 스타디움 모드     | 통산 90,000명 |
| 2013년 6월 29일  | 기옥     | 사이타마 슈퍼 아레나 스타디움 모드     | 통산 90,000명 |
| 2013년 6월 30일  | 기옥     | 사이타마 슈퍼 아레나 스타디움 모드     | 통산 90,000명 |
| 2013년 7월 6일   | 대판     | 오사카 성 홀                           | 통산 16,000명 |
| 2013년 7월 7일   | 대판     | 오사카 성 홀                           | 통산 16,000명 |
| 2013년 7월 13일  | 신석     | 니가타 토키 멧세                       | 9,000명       |
| 2013년 8월 3일   | 찰황     | 마코마나이 세키스이 하임 아이스 아레나 | 6,000명       |
| 2013년 8월 17일  | 신호     | 고베 월드 기념 홀                      | 통산 20,000명 |
| 2013년 8월 18일  | 신호     | 고베 월드 기념 홀                      | 통산 20,000명 |
| 2013년 9월 11일  | 광도     | 그린 아레나                            | 10,000명      |
| 2013년 11월 25일 | 복강     | 마린 멧세 후쿠오카                     | 10,000명      |
| 2013년 12월 10일 | 나고야시 | 니혼 가이시 홀                         | 통산 20,000명 |
| 2013년 12월 11일 | 나고야시 | 니혼 가이시 홀                         | 통산 20,000명 |
| 2013년 12월 24일 | 동경     | 국립 요요기 경기장 제1체육관           | 통산 24,000명 |
| 2013년 12월 25일 | 동경     | 국립 요요기 경기장 제1체육관           | 통산 24,000명 |

## 세트 리스트
- Opening VCR -
- Stranger (JP)
- JULIETTE (JP)
- Seesaw (JP)
- Replay - 君は僕のeverything - (JP)
- LUCIFER (JP)

- VCR #2 -
- I'm With You (JP)
- Keeping Love Again (JP)

- Ment -
- Sunny Day Hero (JP)
- 아름다워 (Beautiful) (KR)
- Why So Serious? (KR)
- Password (JP)

- VCR #3 -
- Kiss Yo (JP)
- START (JP)
- Dazzling Girl (JP)
- Hello (JP)
- Fire (JP)
- MOON RIVER WALTZ (JP)
- 君がいる世界 (JP/네가 있는 세계)

- VCR #4 -
- Dream Girl (JP)
- To Your Heart (JP)
- BURNING UP! (JP)
- Amigo (JP)
- Breaking News (JP)

- Ment -
- 1000年, ずっとそばにいて..  (JP/천년, 계속 곁에 있어줘)

- Encore -
- Kiss Kiss Kiss (JP)
- Run With Me (JP)
- The SHINee World_SHINee WORLD II Ver. (JP)
- Sherlock (JP)

- Ment -
- Boys Meet U (JP)

- Opening VCR -
- Stranger (JP)
- JULIETTE (JP)
- Seesaw (JP)
- Replay - 君は僕のeverything - (JP)
- LUCIFER (JP)

- VCR #2 -
- I'm With You (JP)
- 1000年, ずっとそばにいて..  (JP/천년, 계속 곁에 있어줘)

- Ment -
- Sunny Day Hero (JP)
- 아름다워 (Beautiful) (KR)
- Why So Serious? (KR)
- Password (JP)

- VCR #3 -
- Kiss Yo (JP)
- START (JP)
- Dazzling Girl (JP)
- Hello (JP)
- Fire (JP)
- MOON RIVER WALTZ (JP)
- 君がいる世界 (JP/네가 있는 세계)

- VCR #4 -
- Dream Girl (JP)
- To Your Heart (JP)
- BURNING UP! (JP)
- Amigo (JP)
- Breaking News (JP)

- Ment -
- Colors Of The Season (JP)

- Encore -
- Everybody (JP)

- Ment -
- The SHINee World_SHINee WORLD II Ver. (JP)
- Run With Me (JP)
- 3 2 1 (JP)
- Sherlock (JP)

- Ment -
- Boys Meet U (JP)

## 제작
- 샤이니 (온유, 종현, Key, 민호, 태민)
- 주최 : SM 엔터테인먼트 재팬, ON THE LINE
- 후원 : 유니버설 뮤직 재팬